# Konjščica (Julijske Alpe)
Konjščica je planina med Viševnikom in Slemenom v Julijskih Alpah v severozahodni Sloveniji.
Na planini stoji sirarna, ki je vključena v Bohinjsko sirarsko pot, zato v poletnem času tu pasejo živino. Ob izviru potoka, ki v zgornjem toku ustvari več tolmunov in manjših slapov, stoji križ. Najlažji dostop na Konjščico je z Rudnega polja na Pokljuki.  

## Slike
- Pogled s poti
- Manjši slap ob poti na planino Konjščica
- Slap ob poti na planino Konjščica
- Planina Konjščica
- Sleme (2004 m) na levi in Viševnik (2050 m) na desni
- Planina pozimi